# 博克卡山
47°17′28″N 10°17′06″E / 47.29122°N 10.28492°E

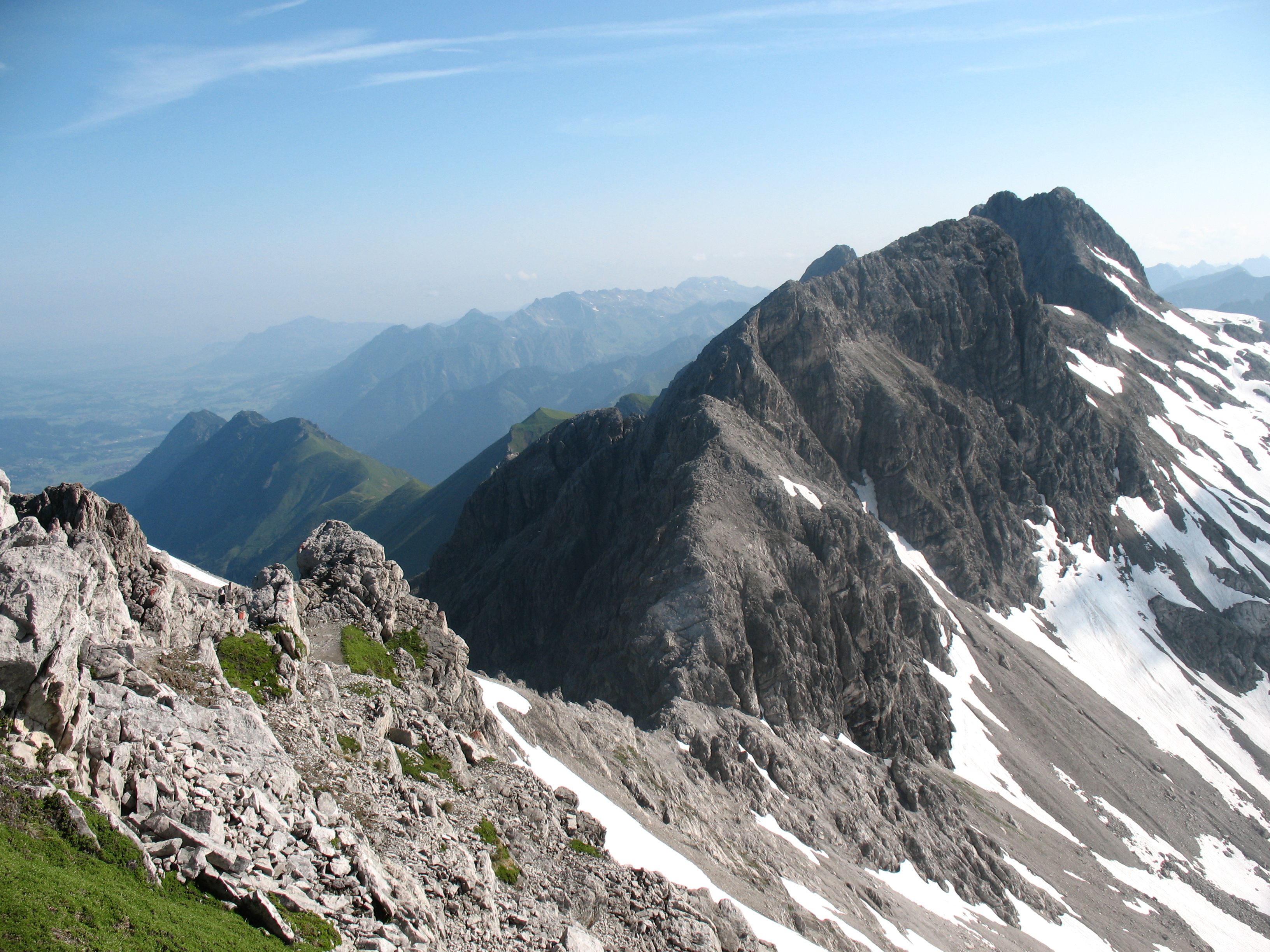

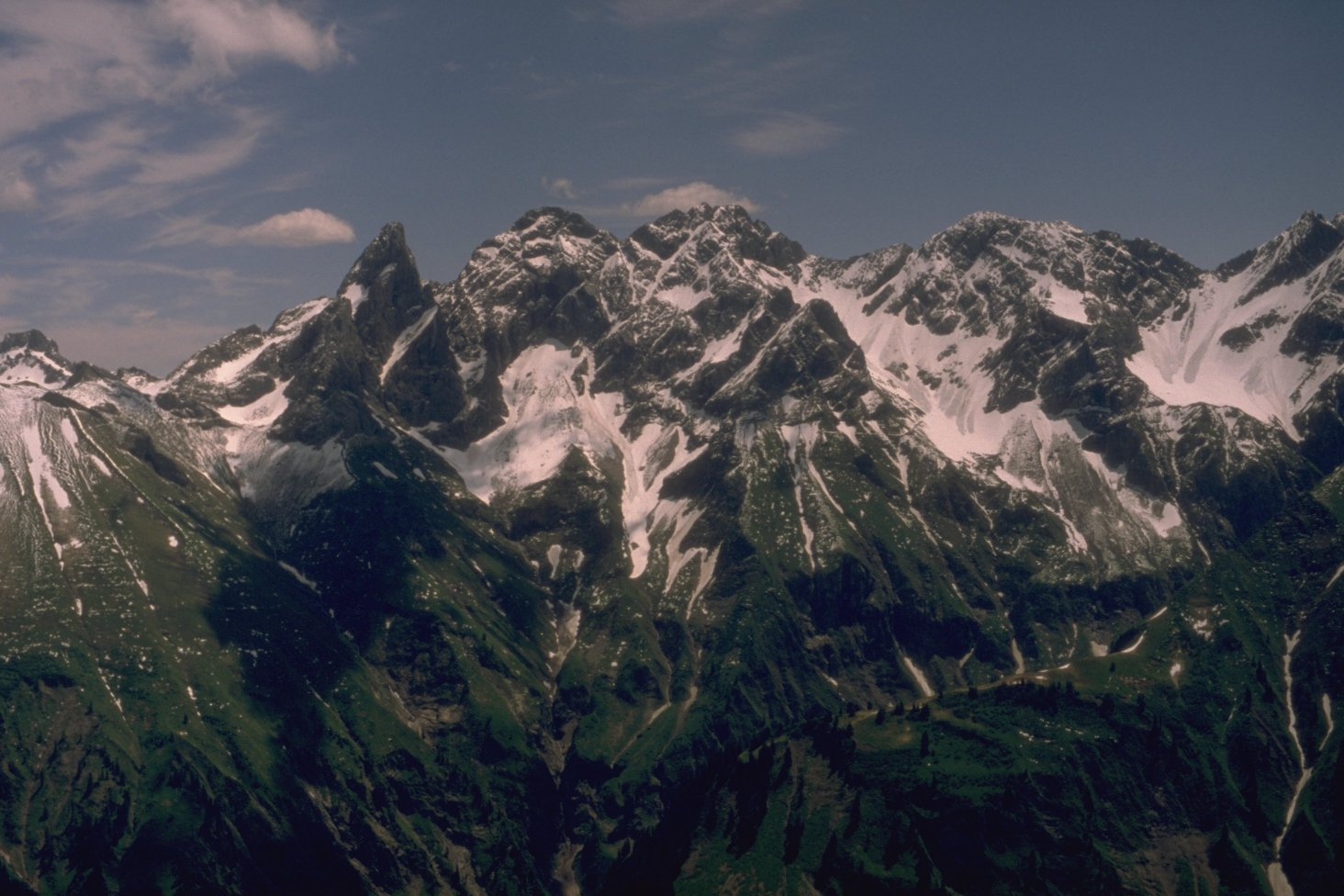

博克卡山（德語：Bockkarkopf），是中歐的山峰，位於德國和奧地利接壤的邊境，屬於阿爾高阿爾卑斯山脈的一部分，距離霍赫弗羅特峰0.8公里，海拔高度2,609米。